# Elephant's foot
Elephant's foot ("Olifantenvoet")  is de bijnaam voor de vorm van het gesmolten radioactief materiaal diep in de kerncentrale van Tsjernobyl. Dat materiaal ontstond bij de kernramp van Tsjernobyl op 26 april 1986. Het is een mengsel van gesmolten kernbrandstof gemengd met veel beton-, zand- en kernafdichtingsmateriaal. Dit hoogradioactieve mengsel wordt Corium (kernreactor) genoemd en is te vergelijken met gestolde lava. Het bevat spectaculaire onbekende kristallijne vormen genaamd "chernobylieten". In 1986 was het stralingsniveau bij de Elephant's foot zo sterk dat een mens daar binnen een minuut een dodelijke dosis zou ontvangen. 